# Milorad Čavić
Milorad Čavić (en serbi: Милорад Чавић; nascut el 31 de maig de 1984 a Anaheim, Califòrnia) és un nedador serbi. Milorad Čavić participà en els Jocs Olímpics d'Estiu 2000 a Sydney, Austràlia, on representà la República Federal de Iugoslàvia en els 50 m. lliures.
Representant Sèrbia als Campionats de SC Europeus a Dublín, 2003, guanyà la medalla d'or en papallona de 100 m i posava un rècord mundial nou. També guanyava una medalla de plata en 50 m. lliures. El 6 de desembre, de 2006, Čavić va defensar el seu campionat europeu en la papallona de 100 m a Hèlsinki, acabant a 50.63 segons. El 14 de desembre de 2007, Čavić va guanyar el campionat europeu una altra vegada en la papallona de 100 m a Debrecen, acabant a 50.53 segons.
El 2008, Čavić guanyà el campionat europeu en la papallona de 50 m, a Eindhoven (Països Baixos) - un resultat que breument la Federació Europea de Natació (LEN) va rebutjar perquè durant la cerimònia de medalles va lluir una samarreta amb el lema Kosovo és Sèrbia, i fou desqualificat.
Čavić està representant Sèrbia als Jocs Olímpics d'Estiu 2008 a Pequín, República Popular de la Xina en dos competicions de natació.
Tot i que es classificà pel 100 m. lliures, Čavić es va retirar a la semifinal per preparar-se per la papallona de metre de 100 m..
El 14 d'agost de 2008 als Jocs Olímpics d'estiu 2008, Čavić trencà el Rècord Olímpic de papallona de 100 m. durant el preliminar, acabant davant Michael Phelps i també enregistrat el temps més ràpid en les semifinals. Čavić va quedar en segon lloc, ja que Phelps va arribar a la meta 1/100 de segon més abans, que era també la primera medalla per Sèrbia. Era la setena medalla d'or de Phelps dels Jocs.